# Gabriel Fabre
Gabriel Jean Fabre (Vannes, 20 febbraio 1774 – Laval, 12 maggio 1858) è stato un generale, politico e nobile francese.

## Biografia

### I primi anni e la Rivoluzione
Secondo lo storico René Kerviler, Gabriel Fabre era  probabilmentr figlio di Jean-Pierre Fabre, scudiero, signore di Kerhervy, luogotenente e poi preposto del generale di polizia della Bretagna, cavaliere dell'Ordine di San Luigi, e di sua moglie, Célestine Catherine Drouin du Plessix. Probabilmente quindi Gabriel era nipote di Julie Fabre, ritenuta alla morte una potenziale santa.
Entrato nell'esercito,Gabriel nel 1792 venne imbarcato sulla Vengeur e combatté con un distaccamento del 39º reggimento di fanteria. Comandò poi un distaccamento di fanteria a bordo della fregata Aréthuse nel 1793. Si unì ai repubblicani durante la rivolta di Tolone, e prese poi parte alla campagna d'Italia di Napoleone Bonaparte. Durante questa campagna sembrò essere morto a La Corona il 29 luglio 1796, ma fu  ritrovato in seguito. Si distinse poi  difendendo le rive dell'Adige e le alture de La Corona. Promosso comandante di battaglione quale ricompensa per una brillante impresa d'armi in Tirolo, tornò a Parigi nel 1799 e venne assegnato allo stato maggiore. Nel 1801 si trasferì nell'armata dell'ovest dove divenne capo di stato maggiore a Nantes nel 1803.

### Generale di Napoleone e fine della carriera
Gabriel Fabre divenne comandante militare del dipartimento di Varsavia nel 1807 e nel 1808 venne trasferito in Spagna come capo di stato maggiore della divisione del generale Suchet.
Il 10 marzo 1809 venne promosso al grado di generale di brigata. Prese parte alla battaglia di Alcañiz il 23 maggio 1809 ed il 9 marzo dell'anno successivo ottenne il titolo di barone dell'Impero. Nel 1812 partì per la campagna di Russia dove fu ferito da un colpo di cannone nel corso della battaglia di Viazma. Tornò quindi in Francia e fu nominato comandante militare del dipartimento del Nord dal 1813 al 1815. Rimase al suo posto durante i Cento giorni, ma durante la seconda Restaurazione fu messo a mezza paga.
Eletto deputato del Morbihan l'11 settembre 1819 al Grand College con 265 voti su 526 votanti, sino al 1824 sedette nei seggi della sinistra. Nominato generale di divisione onorario nel 1826, fu richiamato in servizio attivo nel 1830 e nominato generale di divisione effettivo nel 1831. Grand'ufficiale della Legion d'Onore nel 1833, venne pensionato nel 1848. Morì nel 1858.
Sposò la figlia di Jean-Julien Le Mauff.